# Чонтла (муниципалитет)
Чонтла (исп. Chontla) — муниципалитет в Мексике, штат Веракрус, расположен в регионе Нижняя Уастека. Административный центр — город Чонтла.

## Состав
Крупнейшие населённые пункты муниципалитета:
| Русское название       | Испанское название     | Население |
| Всего в муниципалитете | Всего в муниципалитете | 14 549    |
| Чонтла                 | Chontla                | 2 208     |
| Сан-Франсиско          | San Francisco          | 1 768     |
| Сан-Хуан-Отонтепек     | San Juan Otontepec     | 1 126     |